# Joppa albipes
Joppa albipes là một loài tò vò trong họ Ichneumonidae.